# Revolução dos Crisântemos
A Revolução dos Crisântemos (em húngaro:  Őszirózsás forradalom) foi o nome que recebeu a revolta incruenta de algumas tropas fiéis ao Conselho de Soldados de Budapeste que, na noite de 30 de outubro de 1918, tomaram vários edifícios públicos, bancos e a central dos correios e, diante da passividade da guarnição local, forçaram o imperador austro-húngaro Carlos I demitir o recém-nomeado primeiro-ministro János Hadik e entregar o governo ao dirigente do Conselho Nacional, Mihály Károlyi.
O levante contra o governo imperial, desencadeado pelo Conselho de Soldados e apoiado pela população da capital, levou o Conselho Nacional ao poder, apesar deste não ter liderado o movimento. A revolução levou à independência da Hungria do Império Áustro-Húngaro e à proclamação da República Democrática Húngara, que tentou em vão manter a unidade territorial do país e aplicar diversas reformas políticas, econômicas e sociais. Seu fracasso cinco meses depois resultou numa nova mudança política, com a proclamação da República Soviética Húngara.

## Antecedentes
Após a renúncia em 23 de outubro de 1918 do gabinete de Sándor Wekerle, que havia se oposto às reformas propostas pelos políticos austríacos para tentar salvar o Império Áustro-Húngaro, o imperador procurou nomear alguém próximo ao conde Gyula Andrássy para o cargo de primeiro-ministro. Mihály Károlyi, que havia forçado István Tisza a admitir a derrota na guerra no dia anterior e ameaçava tomar o poder se não fosse nomeado para encabeçar o governo, foi ignorado pelo monarca. Enquanto isso, a situação se deteriorava rapidamente, com a desintegração do exército na frente e com a passagem do poder real para as ruas da capital magiar.
No mesmo dia 23 de outubro, os dirigentes do partido de Károlyi, do Partido Social-Democrata e do Partido Radical decidiram formar um conselho nacional, que foi estabelecido dois dias mais tarde. Num manifesto em 25 de outubro, que contava com doze pontos (semelhante ao manifesto proclamado durante a Revolução húngara de 1848), reclamava a independência da Hungria do Império, o fim da aliança com a Alemanha, a realização de eleições com sufrágio universal secreto, incluindo as mulheres, a democratização do política nacional, a liberação dos presos políticos e o respeito aos direitos civis. Exigia também a aplicação de medidas para evitar a fome, uma reforma agrária e o embargo parcial do capital.